# Hoyo de Manzanares
Hoyo de Manzanares est une commune de la communauté de Madrid, en Espagne.

## Jumelages
Hoyo de Manzanares est jumelée avec :
- La Grande-Motte (France)